# Nassau (Cooköarna)
Nassau är en av Cooköarna i Stilla havet, ungefär 90 km från Pukapuka. Nassau har ett invånarantal på 78 (2016) personer, och är den enda ön i norra gruppen som inte har en lagun. I februari 2005 blev ön svårt skadad av Cyklonen Percy.
Ön har ingen egen flygplats och är bara tillgänglig med den lokala färjelinjen till huvudön Rarotonga dit det tar tre dagar.